# HMS Swift (1907)
HMS Swift – brytyjski wielki niszczyciel z pierwszych lat XX wieku i okresu I wojny światowej, pierwszy na świecie okręt określany jako lider niszczycieli. Jedyny okręt swojego typu i jedyny przedstawiciel klasy liderów wprowadzony do służby w Royal Navy do czasu rozpoczęcia działań wojennych w 1914 roku. Uczestniczył w akcjach na Morzu Północnym i w kanale La Manche, w tym bitwie w Cieśninie Kaletańskiej w 1917 roku. Po wojnie został odstawiony do rezerwy i wycofany w 1921 roku. 

## Projektowanie i budowa
Koncepcja lidera powstała pod koniec 1904 roku, jako jedna z nowych idei ówczesnego pierwszego lorda morskiego Admiralicji, admirała Johna Fishera. Miał to być okręt zdolny do przejęcia części zadań dotychczas wypełnianych przez krążowniki lekkie, przede wszystkim dowodzenia zespołami niszczycieli i torpedowców. Według Fishera miał także wypełniać funkcje rozpoznawcze na rzecz floty. Musiała być to więc jednostka znacznie większa od ówczesnych niszczycieli, posiadająca odpowiednie pomieszczenia dla oficera dowodzącego flotyllą i jego sztabu, równie szybka i dobrze uzbrojona. Na żądanie Fishera w 1905 roku opracowano wstępne projekty kilku konstrukcji o znacznie powiększonych w stosunku do dotychczas budowanych niszczycieli rozmiarach, napędzanych turbinami parowymi o dużej mocy, mających nadawać okrętowi prędkość maksymalną ponad 36 węzłów. Na ich podstawie ogłoszono konkurs ofert wśród prywatnych stoczni, specjalizujących się w budowie podobnych jednostek. Aprobatę Admiralicji zyskał projekt stoczni Cammell Laird & Co. w Birkenhead, wprowadzono jednak do niego pewne modyfikacje, polegające głównie na wzmocnieniu uzbrojenia artyleryjskiego. Dla okrętu przewidziano początkowo nazwę „Flying Scud”, prace stoczniowe rozpoczęto w grudniu 1906 roku.
Wodowanie okrętu, pod nazwą zmienioną na „Swift”, nastąpiło 7 grudnia 1907 roku. Próby jednostki, prowadzone w latach 1908–1910 wykazały, że założenia projektowe dotyczące prędkości maksymalnej były zbyt optymistyczne. Na testach przekroczono 35 węzłów, ale ceną za to było olbrzymie, jak na jednostkę tej wielkości, zużycie paliwa, wynoszące 27,5 tony na godzinę. W bezskutecznych próbach osiągnięcia prędkości kontraktowej 36 węzłów wypróbowano aż 26 śrub napędowych. Okręt wykazywał nie najlepsze właściwości morskie, miał skłonność do mokrej żeglugi, co utrudniało nawigację i użycie uzbrojenia zainstalowanego na pokładzie dziobowym i wykluczało możliwość zastosowania jednostki zgodnie z pierwotną koncepcją Fishera. Ogólny koszt budowy wyniósł 233 764 funtów (inne źródło: 236 764 funtów) – kilkakrotnie (do siedmiu razy) więcej od zwykłych niszczycieli. Admiralicja zgodziła się ograniczyć kary umowne za niższą prędkość i opóźnienie w ukończeniu do 5000 funtów. Mimo nieosiągnięcia nawet prędkości 36 węzłów, lord Fisher rozsiewał pogłoski do prasy o przekroczeniu przez okręt prędkości 38 węzłów, co było później mylnie przytaczane w różnych źródłach.

## Opis konstrukcji
Przy długości całkowitej 107,8 m oraz szerokości maksymalnej 10,4 m, wyporność konstrukcyjna lidera wynosiła 1825 ton angielskich (ts) (normalna – 2170 ts, pełna – 2390 ts), około dwukrotnie więcej niż równolegle budowane klasyczne niszczyciele, a zanurzenie 3,2 m. Aż do drugiej połowy lat 30. XX wieku „Swift” pozostawał największym zbudowanym w Wielkiej Brytanii przedstawicielem swojej klasy. Wzniesiony pokład dziobowy kończył się uskokiem na wysokości nadbudówki, której konstrukcja została powiększona i wzmocniona w 1916 roku. Etatowa załoga określana była na 126 oficerów, podoficerów i marynarzy, w przypadku pełnienia funkcji jednostki flagowej wzrastała do 134 osób.
Napęd okrętu stanowiły cztery turbiny parowe Parsonsa o łącznej projektowanej mocy 30 000 shp, zasilane w parę przez dwanaście  kotłów opalanych paliwem płynnym. Według założeń projektowych tak skonfigurowana siłownia miała zapewnić prędkość maksymalną 36 węzłów. Spaliny z kotłowni odprowadzane były przez trzy szerokie kominy. Zapas paliwa płynnego wynosił, według różnych źródeł, 180 lub 282 tony.
W pierwszej konfiguracji uzbrojenia „Swift” dysponował czterema działami BL Mk VIII L/40 kal. 102 mm, z których dwa były ustawione obok siebie na podwyższonym pokładzie dziobowym, a dwa w osi symetrii okrętu na rufie, oraz dwoma wyrzutniami torpedowymi kal. 450 mm. Uzbrojenie to było dość słabe, jak na okręt tej wielkości. Po przebudowie w 1917 roku w miejsce dział dziobowych ustawiono jedno działo BL L/45 Mk XII kal. 152 mm (był to jedyny w historii Royal Navy niszczyciel uzbrojony w działo tego kalibru), zaś – według jednego ze źródeł – wyrzutnie torpedowe wymieniono na większe, o kalibrze 533 mm. Dodano też na rufie działo przeciwlotnicze 57 mm (6-funtowe) i działo automatyczne 40 mm („pom-pom”). Po uszkodzeniach w kwietniu 1917 zamieniono ponownie działo 152 mm, które nie sprawdzało się na okrętach tej wielkości i oślepiało w nocy obsadę mostka, na dwa działa 102 mm Mk V.

## Służba operacyjna
Do wybuchu I wojny światowej „Swift” pozostawał jedynym specjalnie zaprojektowanym liderem niszczycieli w służbie Royal Navy. W 1912 roku został przewodnikiem 4. Flotylli Niszczycieli (Torpedo Boat Destroyer Flotilla) i wraz z nią wszedł w skład Grand Fleet w sierpniu 1914 roku, pełniąc wówczas rolę okrętu flagowego dowódcy flotylli, komandora C.J. Wintoura. W pierwszej fazie działań wojennych, 16 października 1914 roku został wysłany na poszukiwanie rozbitków z zatopionego przez U-9 krążownika „Hawke”, z których odnalazł 21. W drugiej połowie 1915 roku, w związku z kłopotami, jakie sprawiał okręt w służbie na trudnym dla żeglugi akwenie Morza Północnego, został przeniesiony do Dover Patrol. 20 kwietnia 1917 roku, dowodzony przez komandora porucznika A.M. Pecka, uczestniczył w bitwie w Cieśninie Kaletańskiej, zatapiając po ataku torpedowym niemiecki G 85 i współuczestnicząc w zatopieniu G 42. Sam również odniósł poważne uszkodzenia, po remoncie powrócił do linii w lipcu 1917 roku.
Po zakończeniu wojny „Swift” został odstawiony do rezerwy i sprzedany do stoczni złomowej w grudniu 1921 roku.